# Protestas en Colombia de 2021
Las protestas en Colombia de 2021, denominadas también  estallido social de Colombia, o simplemente "el estallido", fueron una serie de manifestaciones multifactoriales en Colombia desencadenadas por el anuncio del proyecto de reforma tributaria propuesta por el gobierno de Iván Duque. Realizadas inicialmente con el objetivo de lograr la eliminación de esta propuesta reestructurante, postuladas en forma de Paro Nacional, la organización, movilización y protestas sociales se extendieron con gran intensidad, al menos, hasta diciembre de 2021, enfrentándose al uso desproporcionado de la fuerza por parte de miembros de la Fuerza Pública colombiana. Son consideradas las protestas más extendidas en la historia republicana del país
La retoma de la solicitud de acción para la solución de otras problemáticas sociales que se había iniciado 18 meses antes en el Paro Nacional de 2019-2020. Su desarrollo se ha dado durante la pandemia de COVID-19, siendo una de las causas del incremento de la tasa de contagios en el país. Las manifestaciones se vieron afectadas por personas infiltradas en las manifestaciones que causaron vandalismo dañando las propiedades públicas y privadas, la violencia de las partes en conflicto, y la respuesta armada por parte de civiles opositores a las marchas, siendo registrados más de 70 manifestantes fallecidos en tal contexto y otros cientos reportados como desaparecidos. La Comisión Interamericana de Derechos Humanos (CIDH) condenó las graves violaciones de los derechos humanos en el contexto de las protestas. El expresidente Iván Duque se había negado a aceptar una visita de trabajo inmediata de la CIDH a Colombia, la cual fue realizada el 8 de junio.
Las protestas se realizaron de manera indefinida desde el 28 de abril de 2021, y fueron convocadas por el denominado Comité Nacional de Paro, conformado por sindicatos y centrales obreras que había convocado las protestas en Colombia de 2019-2020, a las cuales se han sumado otros sectores sociales (muchos de ellos jóvenes, sin filiación ideológica, sin acceso a la educación o a empleos formales). Las protestas se han presentado en diferentes ciudades, municipios y vías del país, y en el exterior por connacionales radicados en España, Francia, Alemania, Reino Unido, Portugal, Bélgica, Suecia, Rusia, Italia, Estados Unidos, Canadá, México, Chile, Argentina, Brasil, Ecuador, Costa Rica, Panamá, Polonia, Australia y Nueva Zelanda, incluso frente a la sede de las Naciones Unidas en Nueva York y Ginebra. También se destacaron las acciones en Internet, a través de redes sociales y sitios web, y las expresiones artísticas durante las protestas.
En septiembre de 2023, la Corte Constitucional de Colombia emitió la sentencia T-372, declarando que el gobierno de Iván Duque había vulnerado derechos de la ciudadanía al haber obstruido la «libertad de expresión, de reunión y de asociación» después de no informar de los cortes de internet durante las protestas en Colombia de 2021.

## Antecedentes
Durante el gobierno de Iván Duque Márquez (electo para el periodo 2018-2022) se han presentado varias protestas, movilizaciones sociales y manifestaciones como el paro universitario de 2018, realizado entre los meses de octubre y diciembre de ese año; las protestas de 2019-2020, desencadenadas por el descontento social frente a las políticas del gobierno;
las protestas por la muerte de Javier Ordóñez a manos de la policía y una serie de disturbios rechazando los casos de brutalidad policial ocurridos en septiembre de 2020; la Minga del Suroccidente Colombiano, y la jornada de conmemoración del Paro Nacional el 21 de noviembre; la peregrinación por la vida y por la paz realizada por excombatientes de las FARC-EP.
Varios de los reclamos de estas protestas, movilizaciones y manifestaciones son motivo del descontento social (otra de las causas del paro nacional) se han mantenido o agravado. El Comité Nacional de paro que había convocado a las protestas en Colombia de 2019-2020 no llegó finalmente a un acuerdo con el Gobierno de Colombia.
Las investigaciones sociales hablan de dos fases de estallidos sociales latinoamericanos, que precedieron gobiernos progresistas: una primera, que inicia con el Caracazo, en Venezuela, en 1989; continúa con las manifestaciones contra el corralito, en Argentina, en 2001, y las guerras del gas y del agua, en Bolivia, también en 2001 y 2003; y los levantamientos indígenas y populares en Ecuador, en 1997, 2000, 2005 y 2006. Una segunda ola inicia con el estallido social en Chile, 2019, y en Colombia, en 2021.
También se habla de antecedentes locales contemporáneos, como las mingas indígenas, de 2008, 2011, 2013, 2014 y 2018, los paros estudiantiles, de 2011 y 2018, el paro nacional agrario, de 2013, y los paros cívicos en el Pacífico afrodescendiente, en 2017. Además, historiadores como Medófilo Medina y Mauricio Archila han identificado patrones de largo y mediano aliento entre diferentes movimientos sociales colombianos en la historia, enmarcados bajo la noción de "muchedumbre política", e influenciados por lecturas de Baruch Spinoza, Carlos Marx, George Rudé, Eric Hobsbawm, Loïc Wacquant, Michael Hardt y Antonio Negri.
En esa vía, Medina traza una línea de antecedentes que conecta el estallido social de 2021 como el Motín Bogotano, de 1893; las protestas estudiantiles, de 1909, en contra de Rafael Reyes; el levantamiento de bases urbanas, en 1929, en contra de las políticas laborales de la Hegemonía Conservadora; el Primero de mayo de 1936, a favor de las políticas sociales de la República Liberal; las movilizaciones sociales de 1944, en apoyo al gobierno de Alfonso López Pumarejo; el Bogotazo del 9 de abril de 1948, en reacción al asesinato de Jorge Eliécer Gaitán; las movilizaciones sociales de 1957, que presionaron la caída del General Rojas Pinilla; el Paro Cívico Nacional, de septiembre de 1977; las movilizaciones denominadas "Un millón de voces contra las FARC", el Homenaje a las víctimas del paramilitarismo, la parapolítica y los crímenes de Estado, en 2008 y las protestas en Colombia de 2019-2020.

## Causas
- Reforma tributaria: siguiendo lineamientos del Fondo Monetario Internacional[50] y denominada por el gobierno como Ley de Solidaridad Sostenible: propuesto por el gobierno nacional y del entonces ministro de Hacienda Alberto Carrasquilla, que busca aumentar los impuestos a la clase media, gravar la canasta familiar con el Impuesto de Valor Agregado (IVA) afectando a los productos de primera necesidad, y a los servicios públicos básicos (agua, energía eléctrica, gas natural, telefonía pública) servicios funerarios y otros servicios hasta ahora extensos. Lo cual le permitiría al gobierno recaudar 23 billones de pesos colombianos adicionales (unos US$6300 millones).[51][52][53] El gobierno, por su parte, justificó esta reforma aduciendo que es necesaria para poder aumentar la cobertura y garantizar la persistencia del programa Ingreso Solidario, una iniciativa de apoyo económico a hogares en condición de pobreza, pobreza extrema y en condición de vulnerabilidad económica.[54][55] Alberto Carrasquilla confesó en una entrevista su ignorancia sobre los precios de los alimentos básicos de los colombianos, estimo en 1800 pesos colombianos una docena de huevos, una cifra 64% más baja de la real. En la misma entrevista, Carrasquilla aseguró tener fama entre su familia de despilfarrador. Estas declaraciones enfurecieron a muchos colombianos.[56]
- Reforma a la salud y a la pensión: Planteando cambios en el sistema de las entidades promotoras de salud (EPS).[57][58][59] Se propone una regionalización del sistema de salud, propone crear regiones de salud con aspectos comunes para garantizar promoción, prestaciones de servicios, aseguramiento y creación de redes específicas, contempla nuevos mecanismos de pago y contratación, la creación del Fondo de Investigación en Salud (FIS).[60][61] También piden la derogación del decreto 1174 de 2020 sobre las pensiones en Colombia.[62]
- Descontento social: Manifestado ante los incumplimientos a los Acuerdos de paz entre el gobierno nacional y las FARC-EP (274 excombatientes asesinados desde el 2016),[63] la continuidad de masacres y asesinatos de líderes sociales y el incremento en las masacres de civiles en el país,[64] el anuncio del retorno de fumigaciones con glifosato,[65] la compra de material bélico en medio de la crisis económica y sanitaria (tanquetas para el Escuadrón Móvil Antidisturbios ESMAD,[66] y refuerzos para las mismas,[67][68] los planes de compra de aviones de combate, reversados por las protestas).[69][70] Sumados a los 6402 casos de falsos positivos que la Jurisdicción Especial para la Paz (JEP) estima ocurrieron durante el gobierno de Álvaro Uribe Vélez (2002-2010).[71]
- Manejo de la pandemia: Producto de la corrupción denunciada por la Procuraduría General de la Nación;[72][73] la insuficiencia en subsidios y atención a la población, según El Comité Nacional del Paro[74] y Merike Blofield, directora del German Institute for Global and Area Studies,[75] de los actuales programas de apoyo económicos proporcionados por el Gobierno Nacional; el controvertido manejo del Plan Nacional de Vacunación, el cual, se estaría llevando a cabo con atrasos,[76] luego de procesos de adquisición que, afirma la oposición, han sido poco transparentes y demorados.[77][78] El senador Gustavo Petro, líder de un sector de la oposición y del denominado Pacto Histórico por Colombia, y cuya vocería y liderazgo durante las protestas han generado controversia,[79][80] ha criticado el manejo de la pandemia, alegando la insuficiencia de los apoyos económicos para la población.[81]

- Situación económica: La grave e inestable situación económica del país, derivada de la pandemia del COVID-19, fue uno de los principales factores; de hecho, el 28 de abril de 2021 el Departamento Administrativo Nacional de Estadística reportó un aumento del 6,8 % en la pobreza del país, un retroceso de 10 años en la lucha contra la pobreza, lo cual significó que el nivel de pobreza en el país subió a 42,5 %.[82] Otros factores fueron la grave devaluación del peso colombiano, la cuarta peor de las monedas emergentes, que provocó el aumento del precio de las importaciones,[83] y la inflación, que fue de 0,58 % mensual en abril de 2021.[84]
- Participación de la oposición: Los partidos de oposición reclaman a Iván Duque el no haber sido incluidos en los diálogos para la redacción de una nueva reforma tributaria, luego de que el proyecto original fuera retirado el 2 de mayo.[85] El presunto fraude electoral materializado en la información obtenida por la Fiscalía General de la Nación con audios que vinculan al "Ñeñe" Hernández, un narcotraficante, con una auxiliar de la Unidad Legislativa del senador Uribe Vélez llamada Cayita Daza, que habría beneficiado a Iván Duque sobre Gustavo Petro, durante las elecciones presidenciales de 2018, y los constantes reclamos de éste, quien además ha desconocido la legitimidad del gobierno de Iván Duque,[86] respecto a la obstaculización a la participación política de su movimiento, Colombia Humana.[87]
- Brutalidad policial: La violenta represión por parte de la Policía Nacional, en especial del Escuadrón Móvil Antidisturbios (ESMAD) hacia las protestas, además de la violación a los Derechos Humanos y los constantes casos de asesinatos, uso excesivo de la fuerza y violaciones, han revivido la exigencia de reforma estructural a la policía y el desmonte del ESMAD.[88][89][90][91]
- Otras peticiones: Otras de las peticiones del Comité Nacional de paro son: la renta básica de emergencia de al menos un salario mínimo mensual vigente; la defensa de la producción nacional; la no discriminación de género y étnica; y el retiro de la reforma al Instituto Colombiano de Crédito Educativo y Estudios Técnicos en el Exterior, (Icetex).[92][93]

El 7 de mayo se hicieron públicas las demandas del Comité Nacional del Paro. Las medidas solicitadas superan los 80 billones de pesos, más de 3 veces la reforma inicial propuesta por el presidente Iván Duque que buscaba recaudar entre 23 y 25 billones de pesos.

## Organizadores
Las movilizaciones fueron, inicialmente, convocadas por el Comité Nacional de Paro (CNP), organizaciones estudiantiles, como la Asociación Colombiana de Representantes Estudiantiles (ACREES) y la Unión Nacional de Estudiantes de Educación Superior (UNEES) y movimientos identitarios, según el historiador Medófilo Medina. El CNP estaba conformado por: Central Unitaria de Trabajadores (CUT): presidente, Francisco Maltés; Confederación Nacional del Trabajo (CGT): presidente, Percy Oyola; Confederación de Trabajadores de Colombia (CTC): presidente, Luis Miguel Morantes; Confederación de Pensionados de Colombia (CPC): vocero José Antonio Forero; Confederación Democrática de los Pensionados (CDP): presidente, John Jairo Díaz; Federación Colombiana de Trabajadores de la Educación (Fecode): presidente, William Velandia; Dignidad Agropecuaria: vocero Óscar Gutiérrez; Cruzada Camionera: presidente Gustavo Betancur.
Desarrolladas por movimientos sociales como el Congreso de los Pueblos; Movimiento Político de Masas Social y Popular del Centro Oriente de Colombia (MPMSPCOC); Coordinador Nacional Agrario (CNA), entre otros grupos que luego se agruparían en la Asamblea Nacional Popular (ANP) con reuniones realizadas en Bogotá, Cali y Medellín por organizaciones como las guardias campesinas, étnicas y comunitarias y las autodenominadas primeras líneas.
También se han unido al paro sectores como los indígenas: la Organización Nacional Indígena de Colombia (ONIC), el Consejo Regional Indígena del Cauca (CRIC), las Autoridades Indígenas del Sur Occidente Colombiano (AISO); estudiantes, campesinos, comunidades negras, comunidad LGBT, transportadores, artistas, feministas, ecologistas, partidos, organizaciones sociales como el Congreso de los Pueblos, personas con discapacidad, barras futboleras, entre otros sectores.
Sin embargo, diferentes comunidades se han declarado autorrepresentadas, desconociendo a los voceros del comité nacional de paro. Varias comunidades de las ciudades más afectadas por la violencia, se han organizado de manera autónoma para realizar preparación y repartición de alimentos, realización de murales artísticos, fiestas de protesta, jornadas de pedagogía sobre las causas y objetivos de las manifestaciones, asambleas y otros espacios de participación. Se destacaron en las movilizaciones las "Primeras Líneas" (en Bogotá, Cali y en otras ciudades) y, en cuanto a la organización, la Unión de las Resistencias en Cali, así como comités locales que fueron reconocidos como interlocutores por algunos alcaldes y gobernadores.

## Cronología

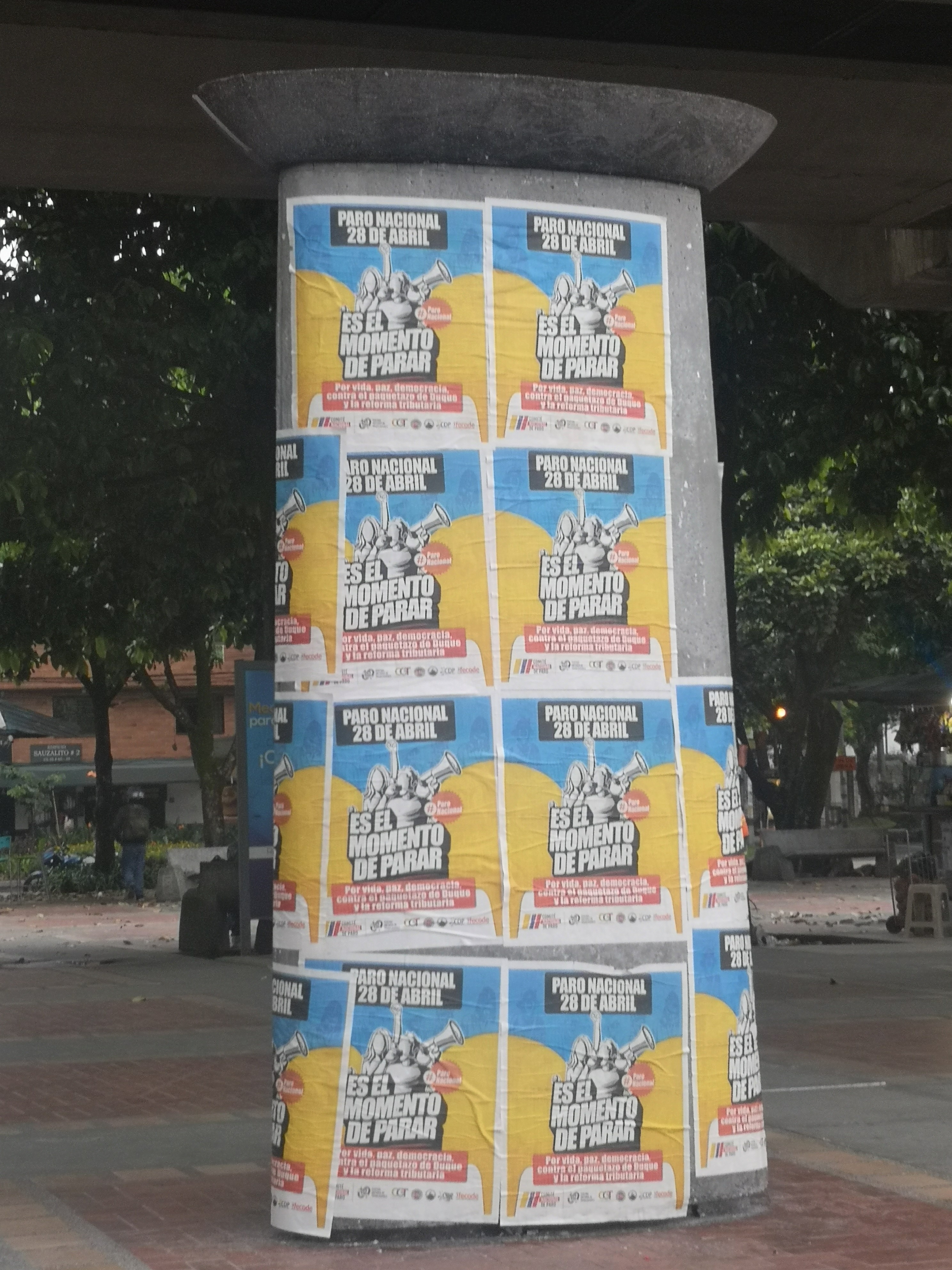
Carteles en la Estación Suramericana (Medellín) invitando a las movilizaciones del 28 de abril.

## Respuestas del gobierno

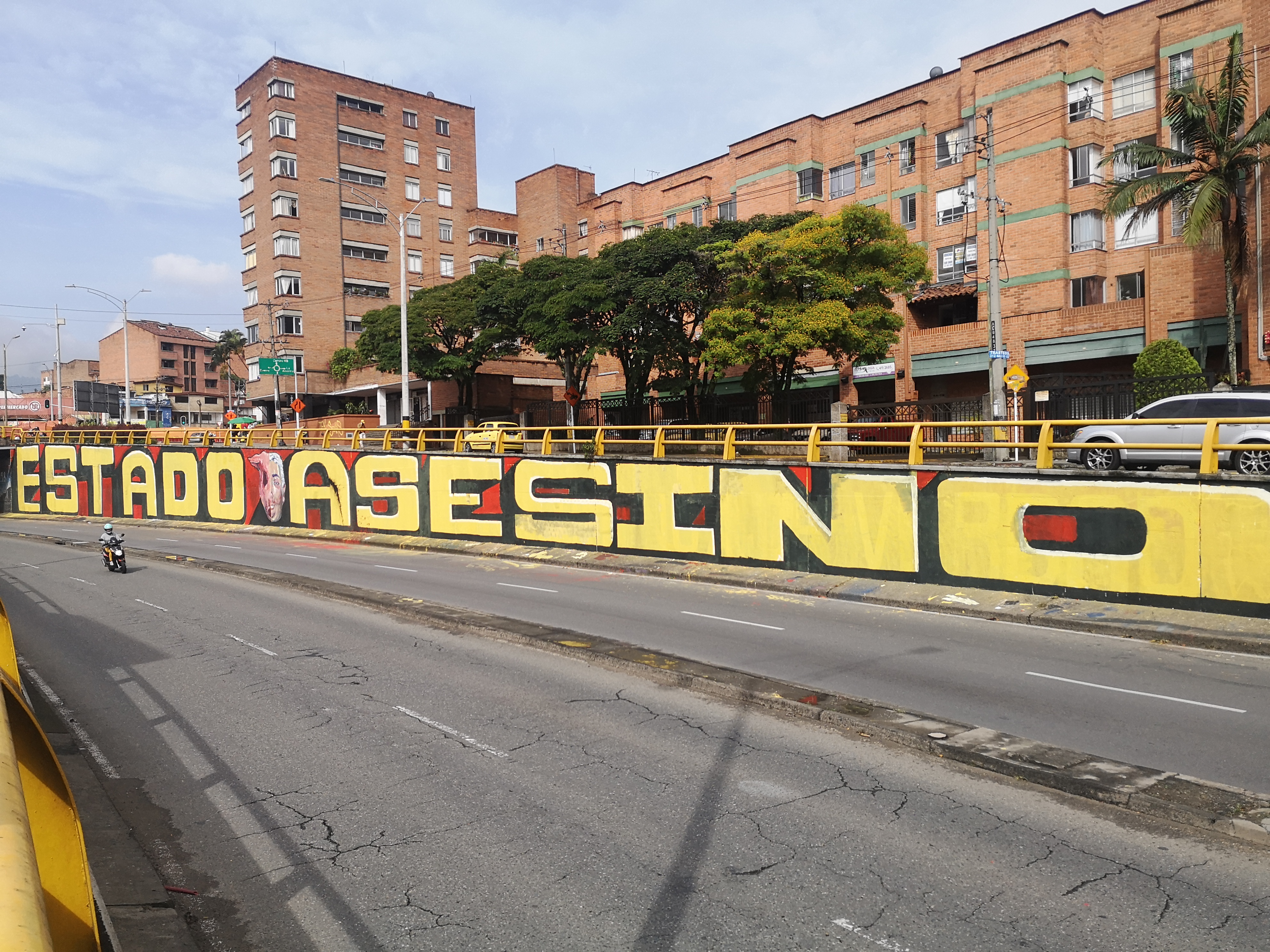
Mural pintado en la Avenida 80 (Medellín), a la altura de la Calle San Juan, para rechazar el actuar de la fuerza pública.

El 28 de abril, se ordenó el despliegue de la Fuerza Pública en las ciudades, y se decretaron toques de queda en varias ciudades del país. Dos días después, el presidente Iván Duque anunció la construcción de un nuevo texto de reforma tributaria. Al día siguiente, autorizó la militarización de las ciudades de Colombia.
El 2 de mayo, Duque anunció el retiro del proyecto de reforma tributaria en el Congreso de la República, y que convocaría partidos políticos para realizar un nuevo proyecto tributario, sin embargo, no convocó partidos de oposición para dicho proyecto. El 3 de mayo renunciaron el ministro de Hacienda Alberto Carrasquilla y el Viceministro General de Hacienda Juan Alberto Londoño. El gobierno postuló a Carrasquilla como candidato para la presidencia del CAF - Banco de Desarrollo de América Latina. Nombrado José Manuel Restrepo, (anterior Ministro de Comercio) como Ministro de Hacienda. El mismo día el ministro de defensa Diego Molano acusó a las Disidencias de las FARC-EP y al Ejército de Liberación Nacional (ELN) de supuestamente financiar y participar violentamente en las protestas.
El 5 de mayo, Miguel Ceballos, Alto comisionado para la paz anunció que se realizaría reunión con el Comité Nacional de Paro el 10 de mayo, La fecha fue establecida a petición del Comité del Paro. Además anunció 11 reuniones con diferentes sectores sociales, económicos y políticos del país. Duque anunció capturas y recompensas por autores de delitos y vandalismo.
Para el 6 de mayo el Congreso de la República realiza sesión especial con representantes del Comité Nacional de Paro. La vicepresidenta Marta Lucía Ramírez, denuncia sin tener pruebas una supuesta injerencia de Nicolás Maduro en las protestas. El 7 de mayo Duque se reunió con los miembros de la "Coalición de la Esperanza", encabezados por los excandidatos presidenciales Sergio Fajardo y Humberto de la Calle, y por distintos senadores y representantes a la cámara, se reunieron con el presidente Duque solicitando el cese a la represión y que inicie negociaciones con el comité de paro. Duque dio la orden de desplegar a las Fuerzas Militares en Cali.
El 10 de mayo el presidente Iván Duque se reunió con miembros de Comité nacional de paro, sin llegar a un acuerdo. Al día siguiente anunció gratuidad en matrícula de educación superior para estratos 1, 2 y 3 solamente para el semestre 2021-2. Desde el 17 de mayo, reuniones entre representantes del gobierno y del Comité nacional de paro, sin resultados y escasos avances al 23 de mayo. Iván Duque anunció el despliegue de la Fuerza Pública para desbloquear vías del país. El 22 de mayo se presentó la renuncia del Alto Comisionado para la Paz, Miguel Ceballos, quien encabezaba las negociaciones con el Comité del Paro.
Además, el 22 de mayo se hicieron virales videos del presidente Iván Duque que la prensa ha catalogado como autoentrevista. En dichas piezas audiovisuales se muestra a Duque respondiendo lo que a simple vista, parece ser un periodista que nunca se ve, en dichos metrajes Duque señala al exsenador y actual presidente Gustavo Petro (sin mencionarlo directamente) cómo el autor intelectual de la crisis social que vivió Colombia durante el primer semestre de 2021, indicando además que Petro ha sido el principal obstáculo de su gobierno desde el día que asumió su cargo como presidente. La curiosidad de los videos recae en que Duque habla en inglés, aspecto que ha sido criticado por muchos siendo que Colombia es un país mayoritariamente hispanohablante. 
Poco después, la emisora Caracol Radio afirmó que las piezas audiovisuales fueron producidas por el equipo digital del Palacio de Nariño. A través del portal La línea del medio, se reveló que Luigi Echeverri, amigo personal y exasesor del presidente Duque, estaría circulando videos por WhatsApp, con el mensaje “Exclusive interview with Colombian President Iván Duque”, para consumo en el exterior y, particularmente, en Estados Unidos.
El 26 de mayo se nombró a Emilio Archila, alto consejero para la Estabilización y Consolidación de las Regiones, para retomar las conversaciones con el Comité nacional de paro, retomar los preacuerdos e iniciar las negociaciones del pliego de emergencia.
El 28 de mayo, el presidente Iván Duque después de un día de manifestaciones y disturbios en Cali y en el Valle del Cauca, que dejaron trece muertos, ordenó el máximo despliegue de asistencia militar para la Policía Nacional de Colombia, según Duque "para garantizar la protección de todos los activos estratégicos de la Nación, la productividad y logística". Para el 29 de mayo, Iván Duque ordenó la asistencia militar en Popayán y en Cauca, "por acciones graves de vandalismo y terrorismo urbano de baja intensidad, agresiones a la infraestructura pública, robo de armamento de una URI, hurto de estupefacientes incautados y quema de expedientes". Ese mismo día, Duque hizo un recorrido por los barrios de Cali, en Ciudad Jardín (barrio de estrato socioeconómico alto) fue recibido con aplausos, mientras que en las zonas del centro y sur, donde se han desarrollado gran parte de las protestas, fue insultado y abucheado.
El 6 junio, Duque anunció una supuesta reforma a la Policía Nacional, al Ministerio de Defensa, la cual únicamente incluía cambios de color en los uniformes y patrullas, entre otros aspectos. Para el 8 de junio, el partido de gobierno, rechazaba en la Comisión Primera de la Cámara de Representantes la propuesta de la oposición (apoyada por los manifestantes), que buscaba reestructurar la institución policial, pasándola del Ministerio de Defensa a la cartera de Interior, convirtiéndola en un organismo civil y no de doctrina militar, además de incluir protocolos de DD. HH. en el control de protestas, la regulación del uso de la fuerza en las mismas y el juzgamiento por la justicia ordinaria (limitando la impunidad) de los casos de brutalidad policial (actualmente estudiados por la justicia militar). 
Para el 13 de junio, se anunciaron diálogos regionales, en por lo menos 200 mesas locales, según Emilio Archila representante del gobierno, ante la suspensión de negociaciones con el Comité Nacional de paro. El 16 de junio, fue rechazada en la Comisión sexta del Senado de la República, el proyecto para implementar la matrícula cero en las universidades públicas del país.

## Consecuencias

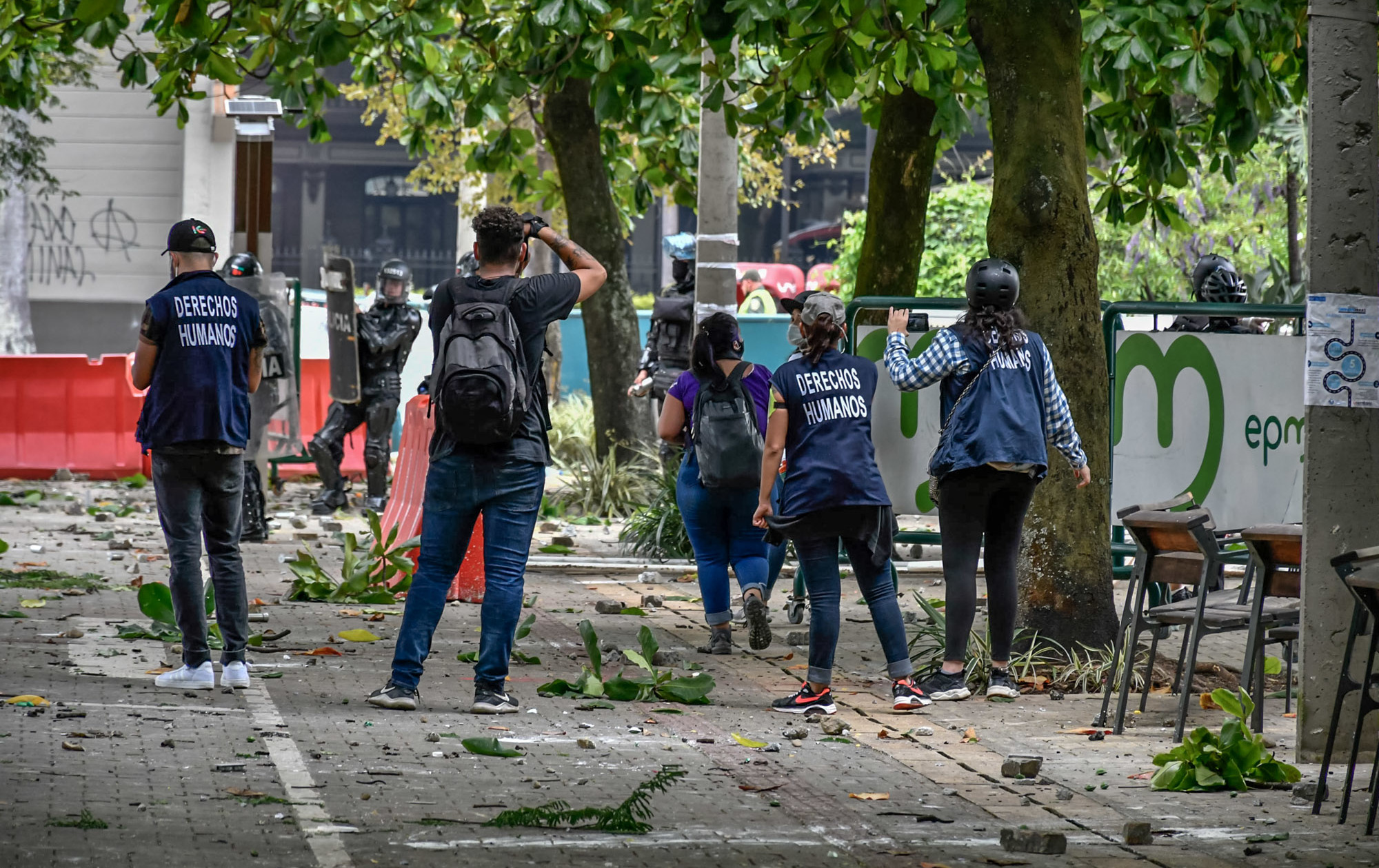
Defensores de Derechos Humanos en las manifestaciones del 28 de abril de 2021, Medellín.

### Fallecidos
Se han denunciado alrededor de 75 muertos durante las protestas. La Defensoría del Pueblo ha confirmado por lo menos 42 civiles fallecidos en las protestas, y se reportan 2 policías muertos. El 3 de junio, la ONG Temblores denunció 45 muertes verificadas, 3789 casos de violencia policial, 25 víctimas de violencia sexual y 1649 detenciones arbitrarias. Mientras que la ONG Human Rights Watch denunció 67 muertes verificables desde el inicio de las protestas. Varios de los manifestantes muertos como el líder estudiantil Lucas Villa, la menor Alison Salazar y Nicolás Guerrero "Flex" se convirtieron en símbolos de las protestas.
Hasta el 8 de mayo se denuncian 548 presuntas desapariciones. Según la Fiscalía General de la Nación, al 23 de mayo, 290 personas ya fueron ubicadas y 129 aún se encuentran en proceso de verificación y ubicación. Aunque para el 24 de mayo solo se había denunciado una supuesta desaparición durante las protestas, al 4 de junio continúan 91 personas desaparecidas según la Fiscalía General de la Nación.

### Heridos
Han resultado más de 2149 heridos según el Ministerio de Defensa (1062 civiles y 1083 policías) hasta el 25 de mayo; La ONG Temblores denuncia, hasta el 22 de mayo, 2.905 casos de violencia policial incluyendo 21 casos de violencia sexual. Se reportan hasta el 23 de mayo, 149 agresiones a periodistas en las protestas, por la Fundación para la Libertad de Prensa (FLIP). Se registran agresiones por acción del Escuadrón Móvil Antidisturbios (ESMAD), heridos por tanquetas, y por armas de fuego. Al menos 103 personas fueron víctimas de lesiones oculares del 28 de abril al 20 de julio de 2021, el 14 % tuvo pérdida total del ojo y otro 14% pérdida total de la vista, como consecuencia de enfrentamientos con el ESMAD, según un informe de Amnistía Internacional, Temblores y el Programa de Acción por la Igualdad y la Inclusión Social (PAIIS) de la Universidad de los Andes.
Entre los policías heridos se registran ataques con artefactos incendiarios, ácido, víctimas oculares, y un caso de violencia sexual en medio de las protestas y disturbios.

### Detenidos y desaparecidos
Hasta el 23 de mayo se reportaban 1264 personas detenidas arbitrariamente. La Fiscalía General de la Nación reporta, el 3 de mayo, 278 capturados y 83 imputados. Hasta el 22 de mayo reportan 331 capturados por bloqueos. 5 jóvenes fueron enviados a la cárcel por su participación en el paro en Boyacá. Hasta el 9 de junio de 2021 en Nariño se reportaron 476 detenciones arbitrarias.

### Daños y ataques a la infraestructura
- 1136 buses y 206 estaciones de transporte público como Transmilenio, Sistema Integrado de Transporte Público de Bogotá, Masivo Integrado de Occidente (MIO) y Metroplús de Medellín.[162]
- 14479 señales de tránsito, 28 peajes, 4 básculas de pesaje, 1 puente,114 cámaras de seguridad, 21 bienes culturales, 49 cámaras de fotomulta, y 62 semáforos.[162]
- 96 Comandos de Atención Inmediata (CAI), 3 distritos de policía, 10 estaciones y 475 vehículos institucionales atacados en varias ciudades.[162]
- Más de 108 estructuras gubernamentales, como las 6 alcaldías municipales atacadas en: Chía (Cundinamarca),[176] Acacias (Meta), Jamundí (Valle del Cauca), Pasto (Nariño), Popayán (Cauca), La Plata (Huila).[177] Así mismo, también fue quemada la Unidad de Reacción Inmediata de la Fiscalía en Popayán,[178] el Palacio de Justicia de Tuluá,[179] y el Edificio de la Gobernación de Nariño.[180]
- Se registran más de 126 ataques a misiones médicas y ambulancias en el país.[181] Los bloqueos de vías ocasionan 2 muertes de menores de edad, quienes eran transportados en ambulancias.[157]

También se presentaron ataques vandálicos y saqueos a 363 establecimientos comerciales, 433 oficinas bancarias, 420 cajeros, 13 motos particulares, 48 vehículos, 1 hotel y 2 instituciones religiosas particulares hasta el 25 de mayo, durante las protestas y disturbios en distintas ciudades y poblaciones del país. Ataques a las instalaciones de RCN Televisión, NTN24, y de la Revista Semana.

Daños durante las protestas
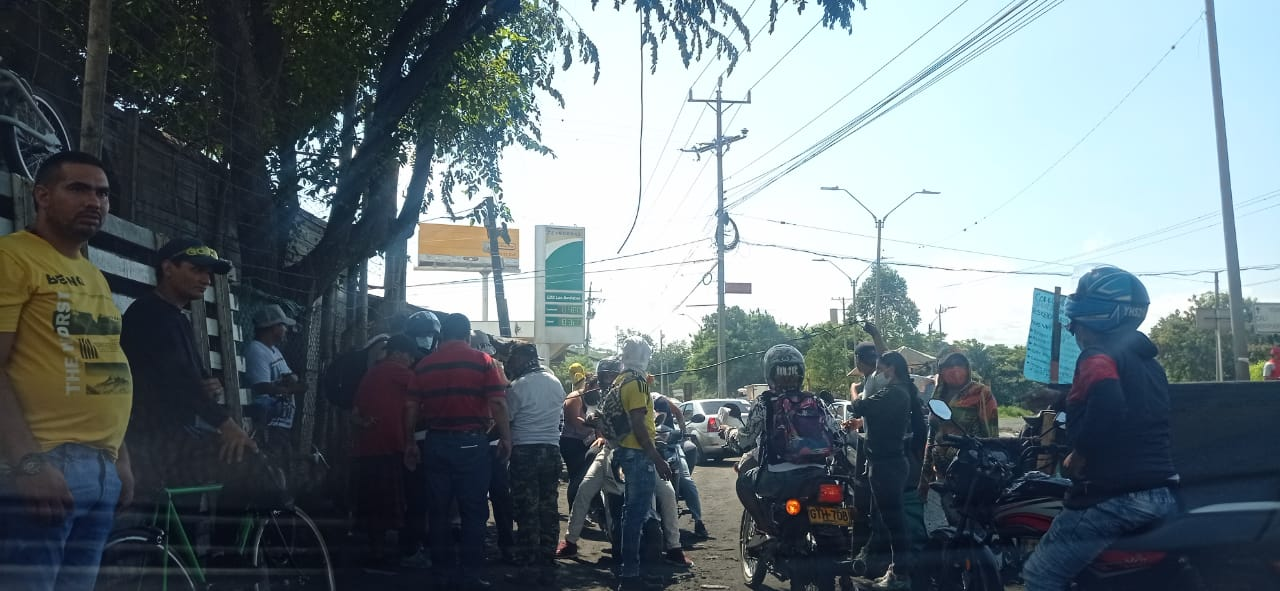
Bloqueo en la autopista Cali-Yumbo (Valle del Cauca).
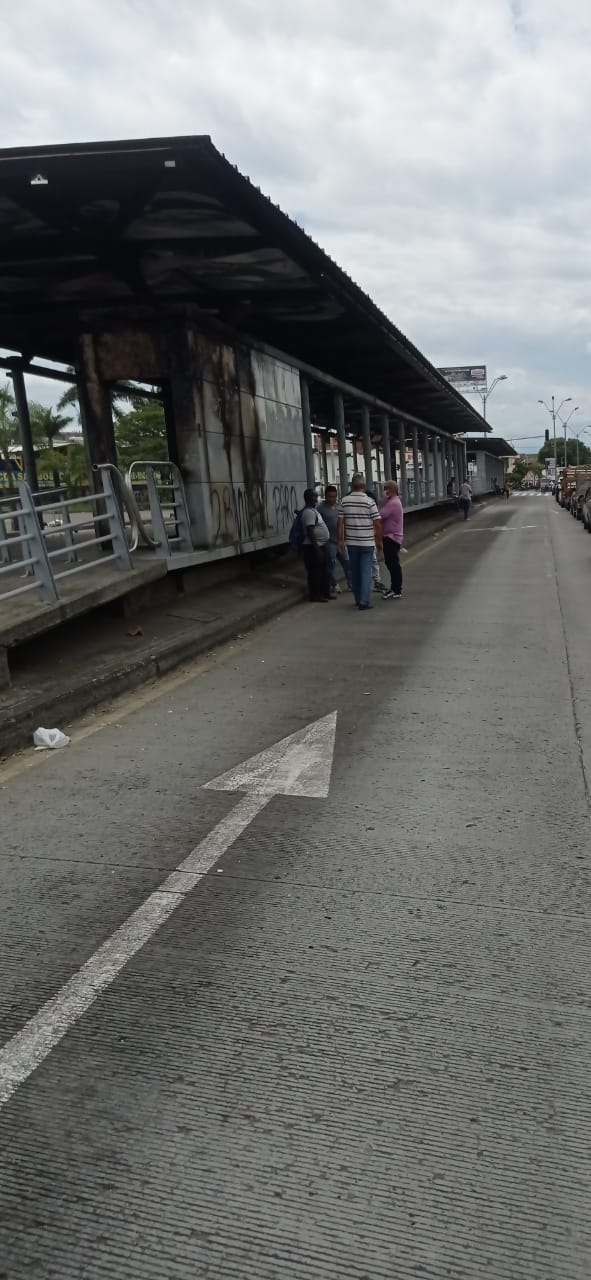
Daños en Estación del Masivo Integrado de Occidente en Cali.
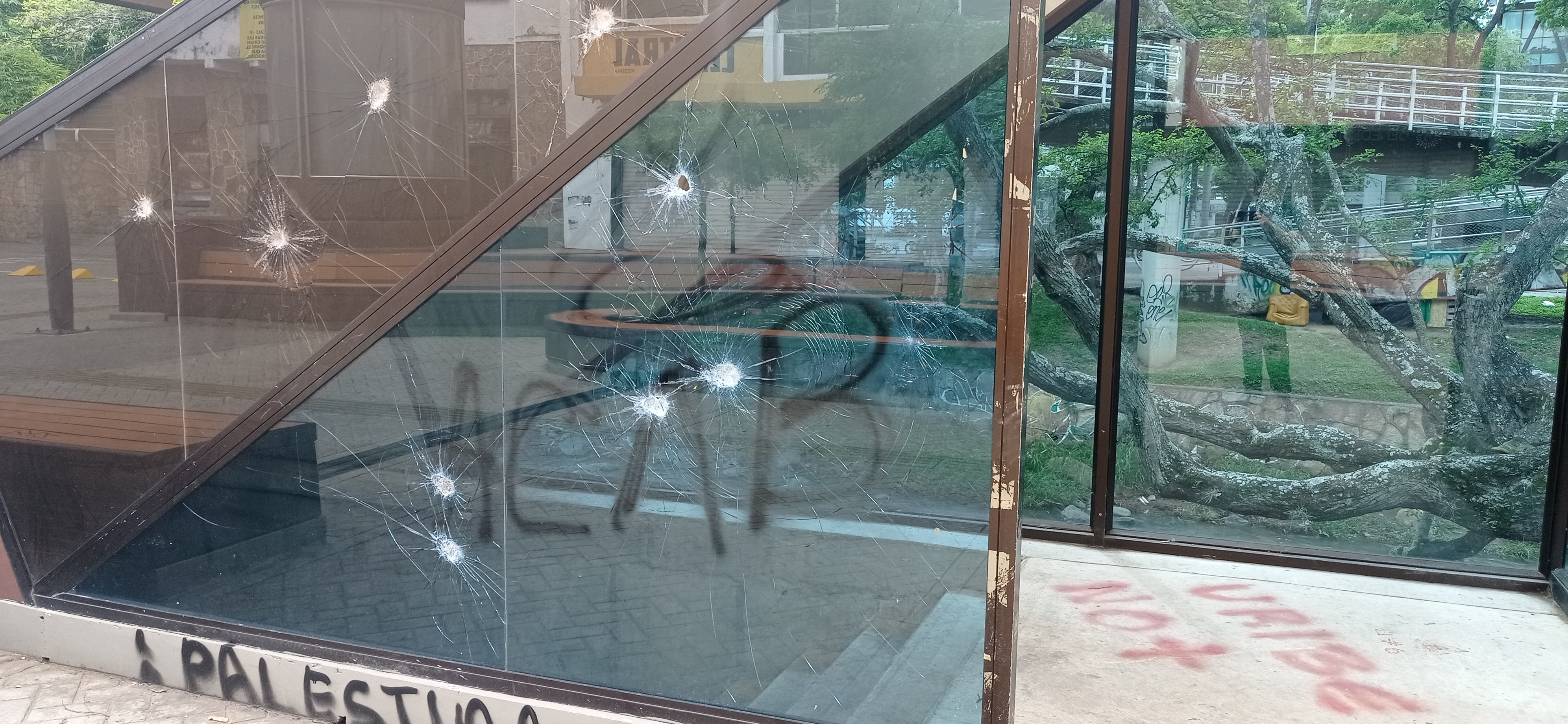
ACAB escrito en Cali.
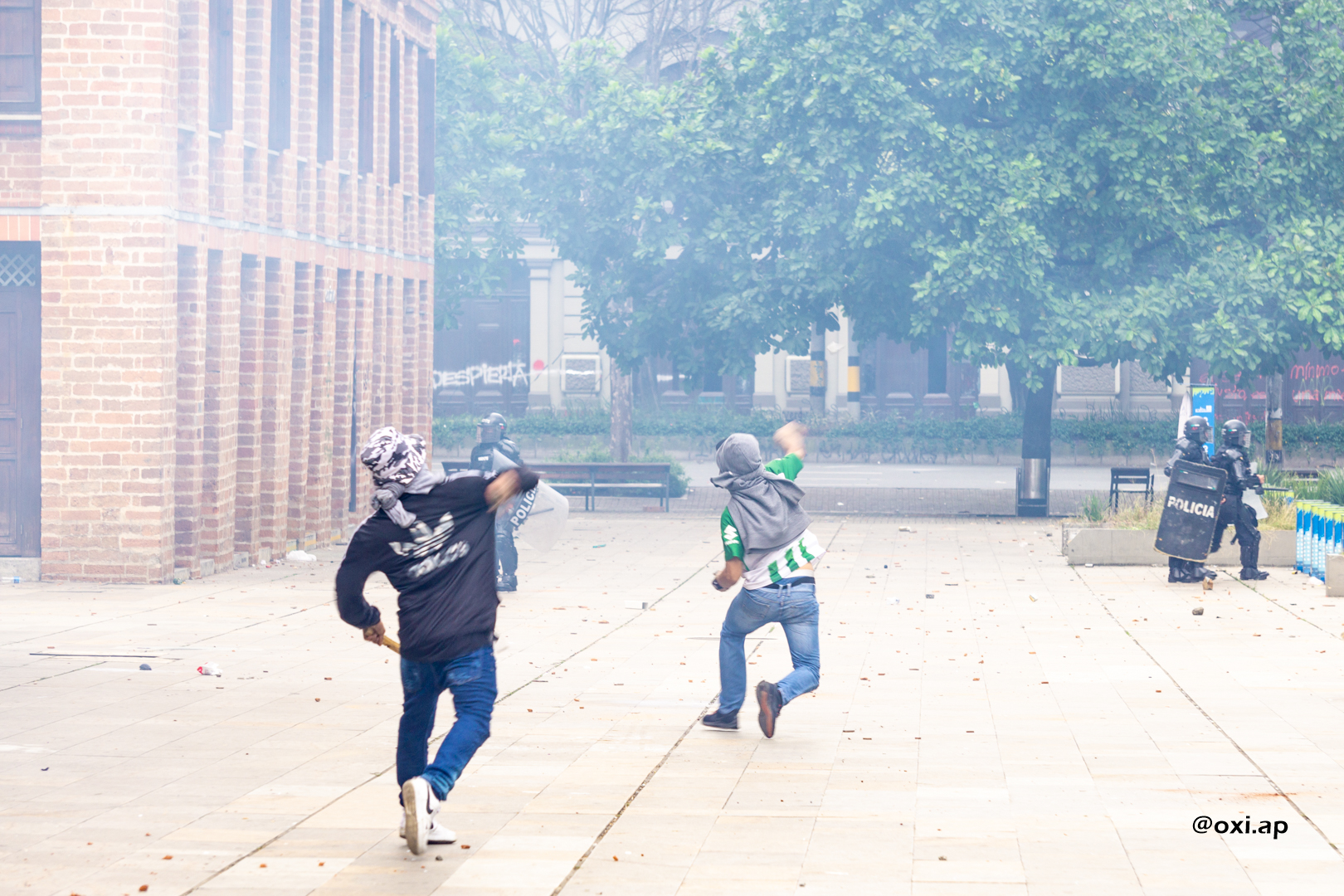
Disturbios en Medellín.
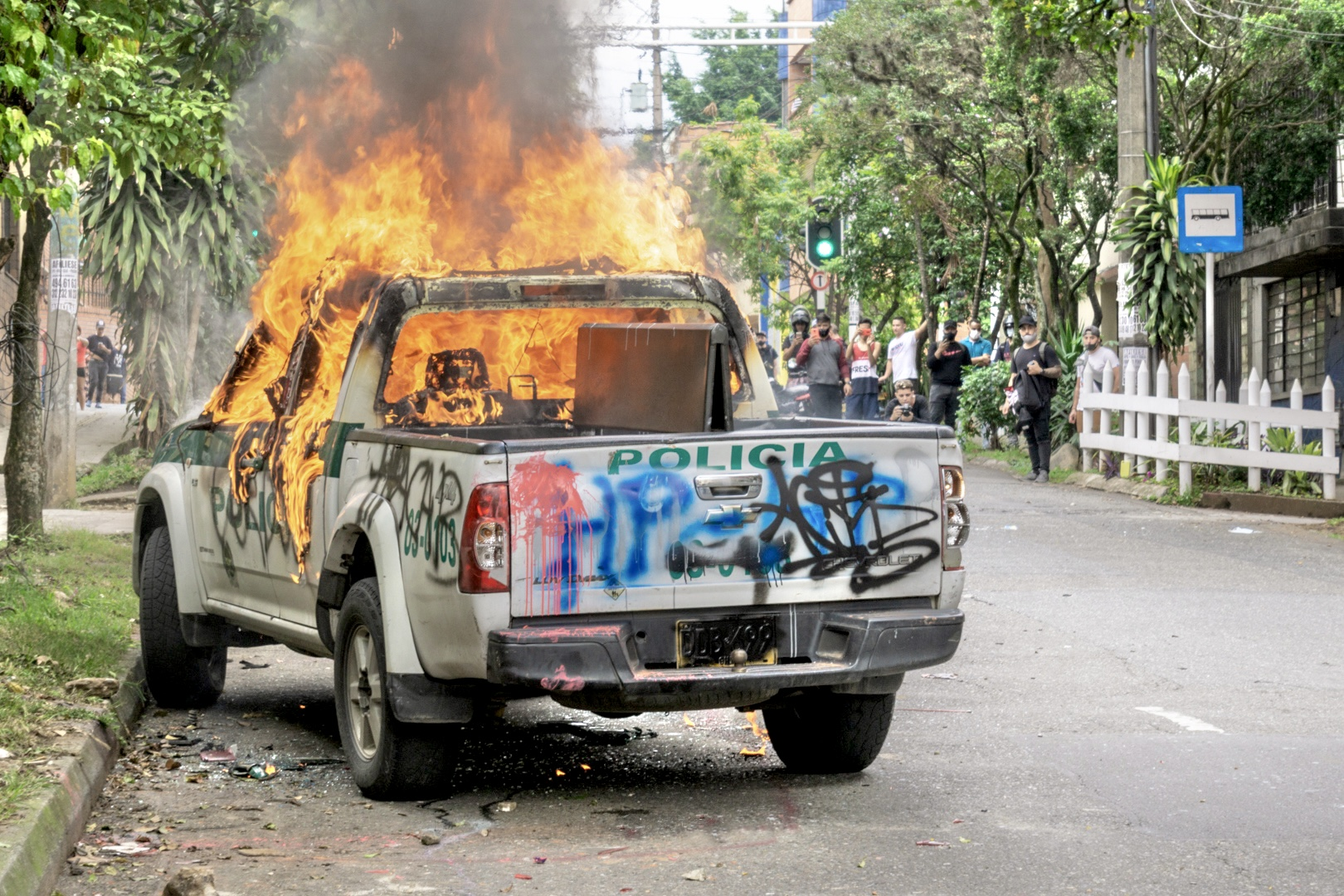
Manifestantes queman vehículo de la Policía Nacional en Medellín, el 1 de mayo.

#### Monumentos afectados
Derribadas y/o vandalizadas las estatuas de Sebastián de Belalcázar en Cali, en cuyo lugar fue ubicada una cabra de hojalata; Gilberto Alzate Avendaño en Manizales, Diego de Ospina y Medinilla, Misael Pastrana, Rodrigo Lara Bonilla y Francisco de Paula Santander en Neiva, Francisco Fernández de Contreras en Ocaña, Antonio Nariño en Pasto, Simón Bolívar en varias poblaciones de Nariño, Julio Arboleda Pombo y Francisco de Paula Santander en Popayán, Peter Manjarrés en Valledupar, Gonzalo Jiménez de Quesada en la Plazoleta del Rosario, el Monumento a Los Héroes, el Monumento a Colón en Bogotá, y el monumento a Colón en Barranquilla. El que tan variados monumentos fueran vandalizados por acciones que no fueron coordinadas ha sido interpretado por algunos autores como la muestra de que la discusión sobre los significados históricos fue puesta a debate durante el paro.

### Desprestigio de la Fuerza Pública
Existen múltiples vídeos que se han vuelto virales en redes sociales donde se denuncian, desde el inicio del Paro, a policías y a otros agentes armados del estado que se estarían infiltrando en las marchas para dispararles a los manifestantes en momentos de confusión, al parecer por órdenes superiores, catalogando estas acciones como "Terrorismo de Estado" como si fuesen grupos paramilitares. Así mismo, hay vídeos donde muestran manifestantes capturados y transportados en patrullas de policía y carros civiles con rumbo desconocido, incluso con denuncias que algunos detenidos han aparecido muertos en quebradas y ríos, incluso desmembrados. También se denuncian que policías infiltrados estarían vandalizando comercios, viviendas y bancos, incluso estaciones policiales, con el fin de deslegitimar el Paro Nacional y a quienes participan de él. El gobierno manifestó que investigará estos hechos.
Algunos miembros de la Rama Judicial en Colombia rechazan el actuar de las autoridades. Un juez penal en Bucaramanga, en medio de una audiencia, dijo que «en los últimos meses hemos estado viendo cómo la Policía se ha convertido en una fuerza terrorista». Por su parte, la Policía rechazó el actuar del juez y anunció medidas legales y disciplinarias contra el togado ante las respectivas autoridades competentes.

### Consecuencias económicas
Las multitudinarias protestas y, en general, la oposición generalizada a la reforma provocó una devaluación del precio del peso colombiano. Así mismo, causó el hecho de que la inestabilidad financiera hiciera que los bonos de inversión de Colombia se vendieran como si el país no tuviera calificación de riesgo. Posteriormente, el retiro del proyecto de reforma tributaria provocó, como ya se preveía, la pérdida de la calificación de riesgo que poseía Colombia, de BBB- a BB+, quitándole el grado de inversión, (El cual se tardaría en recuperar entre dos años a doce años). También comenzó a haber escasez de dólares en circulación. La inflación, como consecuencia de las manifestaciones, alcanzó el 1 % mensual y el 3,30 % anualizada. Alrededor de 40 000 comerciantes cerraron sus negocios según la Federación nacional de Comerciantes (Fenalco).
Solo el primer día de protestas, y como consecuencia de los cierres por los toques de queda y manifestaciones, el comercio formal en el país sufrió pérdidas equivalentes a $230.000 millones de pesos colombianos; para el 2 de mayo, las pérdidas alcanzaron los 300 000 millones de pesos, cifra que se elevó a $880 000 millones para el 6 de mayo, a $8.3 billones el 14 de mayo, a $10.2 billones el 19 de mayo y a $19.3 billones de pesos el 6 de junio (equivalente al 2 % del producto interno bruto). Así mismo, y debido a los bloqueos de carreteras, los precios de los alimentos aumentaron. El sector productivo reportó escasez de huevos y pollos en el mercado,y pérdidas. También ha habido escasez de combustible. Se elevaron los precios de la carne, el huevo, el pollo y la leche. Se denunció robo de ganado. Se presentó desabastecimiento de alimentos y combustible en algunas regiones. Cierre de plantas industriales.
En Valle del Cauca, una de las regiones más afectadas, se presentaron importantes afectaciones al turismo, junto al departamento de Cauca, perdió el 4 % de su economía y el 16 % de las empresas quebraron; esta cifra fue de 21 % en Cauca. El 90 % de las empresas en esa región no pudieron operar por más de un mes, cifra que fue del 22 % a nivel nacional. En Bogotá se establece en 6900 millones de pesos la recuperación por vandalismo.

#### Consecuencias en transporte terrestre y vías nacionales
Se presentaron múltiples bloqueos en vías principalmente del Valle del Cauca, Quindío, algunas vías del centro y del oriente del país, entre otras.

### Consecuencias deportivas
El 4 de mayo, las protestas llevaron a suspender el partido entre Santa Fe y River Plate (Argentina) correspondiente a la tercera jornada de la fase de grupos de la Copa Libertadores 2021. Este partido, que tenía que jugarse originalmente en el Estadio Centenario, en Armenia, fue reprogramado para jugarse en el Estadio General Pablo Rojas de Asunción (Paraguay) el jueves 6 de mayo. De la misma manera, el partido entre Atlético Nacional y Argentinos Juniors, por la misma fecha, fue reprogramado para jugarse previamente en el Estadio Manuel Ferreira de Asunción el mismo día. Por su parte, el partido entre Equidad Seguros y Lanús por la Copa Sudamericana se programó en el Estadio Defensores del Chaco.
El partido por Copa Libertadores entre Junior y River Plate se jugó normalmente en Barranquilla el 12 de mayo, aún con disturbios severos a las afueras del Estadio Romelio Martínez. El partido se tuvo que pausar en varias ocasiones debido a los gases lacrimógenos que se respiraban desde el terreno de juego. Al terminar el partido, el director técnico de River, Marcelo Gallardo, se pronunció calificando la situación como anormal. Ese mismo día, el partido entre Nacional y Atlético Nacional fue retardado por las manifestaciones en Pereira. Una situación similar se vivió tras el partido entre América de Cali y Atlético Mineiro en Barranquilla el 13 de mayo, partido que debió detenerse debido a los gases lacrimógenos.
La Confederación Sudamérica de Fútbol (CONMEBOL) manifestó su preocupación de cara a la Copa América 2021, que realizarían de forma conjunta Colombia y Argentina, tanto por el alcance de la pandemia en Colombia como por las protestas. Se manifestaron las posibilidades de realizar la competición únicamente en Argentina o, en su defecto, en Paraguay. Aun así, el 5 de mayo, el presidente Iván Duque afirmó que la organización de la Copa América en Colombia seguía en pie. Y aunque el 13 de mayo CONMEBOL había ratificado a Colombia como sede de la Copa América, días después rectificó su decisión retirándole al país la sede cuando el gobierno nacional solicitó a la CONMEBOL aplazar el torneo para noviembre, aduciendo razones de calendario para no acceder al pedido.
El partido entre Deportivo Cali y Deportes Tolima de la Categoría Primera A también fue aplazado en cuatro ocasiones.

## Referencias culturales

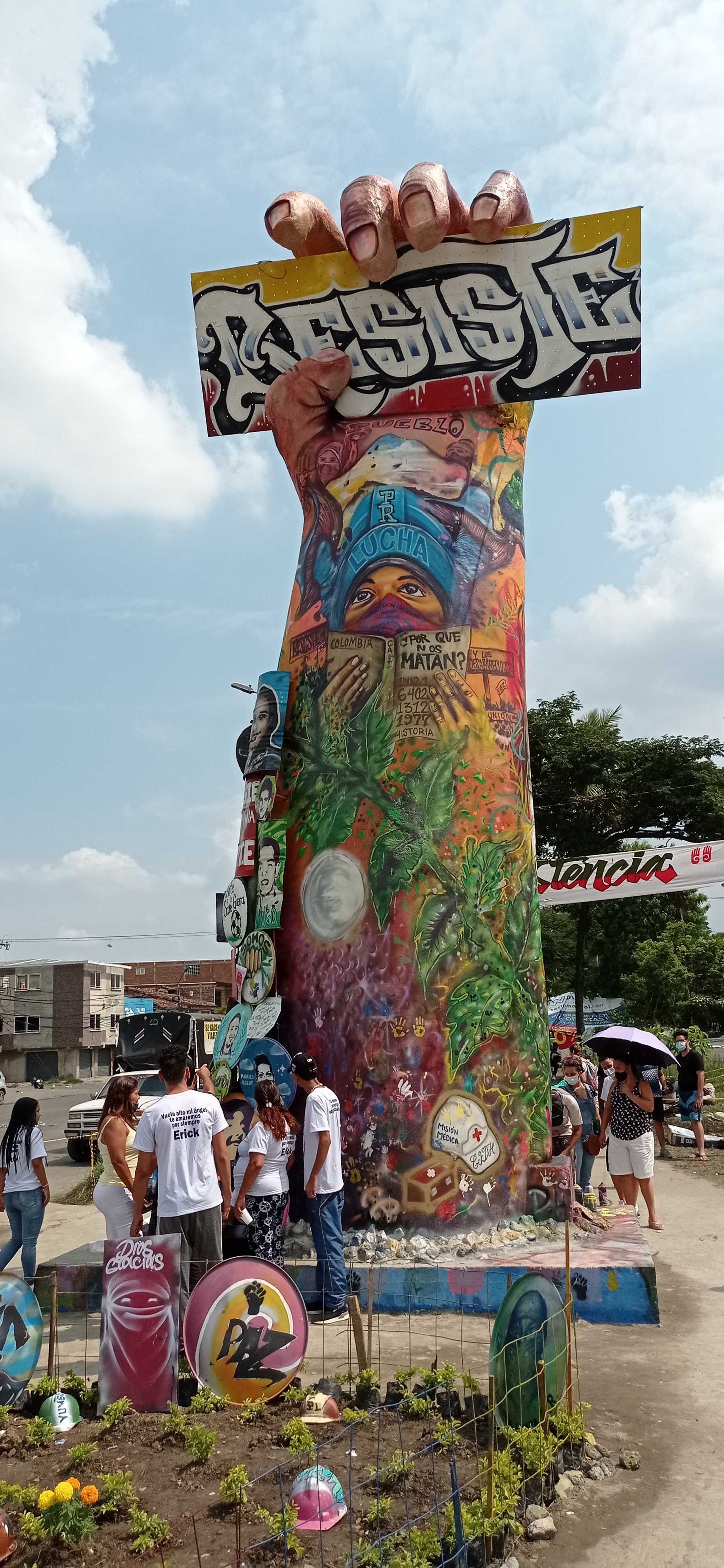
Monumento a la Resistencia (Cali)